# American Veterinary Medical Association
Die American Veterinary Medical Association (AVMA) ist eine US-amerikanische Non-Profit-Organisation von Tierärzten. Sie wurde am 8. Juli 1863 in New York als United States Veterinary Medical Association gegründet und erhielt 1889 ihren heutigen Namen. Die AVMA hat mehr als 93.000 Mitglieder aus allen tierärztlichen Berufsfeldern. Sie stellt Informationen, Möglichkeiten zur postgradualen Weiterbildung, Publikationen, Programme und verschiedene Dienstleistungen zur Verfügung. Sie gibt das Journal of the American Veterinary Medical Association und das American Journal of Veterinary Research heraus.
Das AVMA Council on Education (COE) ist vom Bildungsministerium der Vereinigten Staaten mit der Akkreditierung der nordamerikanischen tierärztlichen Ausbildungsstätten beauftragt. Auch einige europäische und karibische Bildungseinrichtungen haben sich vom COE evaluieren lassen. Das Committee on Veterinary Technician Education and Activities überwacht die Ausbildung des technischen Fachpersonals.
Die American Veterinary Medical Association ist auch für die Anerkennung der postgradualen Spezialisierungen der American Boards bzw. Colleges zuständig. Diese virtuellen Zusammenschlüsse von Spezialisten des jeweiligen Fachgebietes verleihen den Titel Diplomate of the American College, welcher auch Vorbild für das Diplomate of the European College war.